# ワタシダケユウレイ
「ワタシダケユウレイ」は、日本のテレビアニメ『ぼっち・ざ・ろっく!』の作中に登場するバンド「SICK HACK」による楽曲及びシングル。2023年4月26日にCD化（後述）され、2024年8月11日にサブスクリプションを含む配信を開始した。

## 概要
テレビアニメ『ぼっち・ざ・ろっく!』第10話の挿入歌。同作品の挿入歌で唯一歌唱を結束バンド以外が担当している。2023年4月26日発売のBlu-ray&DVD「ぼっち・ざ・ろっく!5」完全生産限定盤に付属する特典CDとして収録された。
当初は配信が行われていなかったが、2024年8月11日に「ドッペルゲンガー/Re:Re:」と共に配信が開始した。内容はCD版と同一である。
作詞は西田圭稀、作曲は安谷屋光生、編曲はakkin。

## 収録内容
| 全作詞: 西田圭稀、全作曲: 安谷屋光生、全編曲: akkin。 |                                      |          |            |      |
| #                                                     | タイトル                             | 作詞     | 作曲・編曲 | 時間 |
| 1.                                                    | 「ワタシダケユウレイ」               | 西田圭稀 | 安谷屋光生 | 3:22 |
| 2.                                                    | 「ワタシダケユウレイ」(instrumental) | 西田圭稀 | 安谷屋光生 | 3:22 |
| 合計時間:                                             | 合計時間:                            | 6:44     |            |      |